# Cephaloleia obsoleta
Cephaloleia obsoleta es un insecto coleóptero de la familia Chrysomelidae.
Fue descrita científicamente en 1910 por Weise.